# Dampiera plumosa
Dampiera plumosa är en tvåhjärtbladig växtart som beskrevs av Spencer Le Marchant Moore. Dampiera plumosa ingår i släktet Dampiera, och familjen Goodeniaceae. Inga underarter finns listade i Catalogue of Life.